# محمد بن عبدالعزیز آل سعود
محمد بن عبدالعزیز آل سعود (زاده ۴ مارس ۱۹۱۰ – درگذشته ۲۶ نوامبر ۱۹۸۸) چهارمین فرزند ملک عبدالعزیز، بنیانگذار عربستان سعودی بود. او در ۲۴ فوریه ۱۹۶۴ ولیعهد عربستان سعودی شد ولی در مارس ۱۹۶۵ به دلایلی استعفا داده و برادر تنی و کوچکترش خالد جانشین وی شد.

## زندگی
محمد بن عبدالعزیز آل سعود در ۴ مارس ۱۹۱۰ در ریاض زاده شد و چهارمین فرزند ملک عبدالعزیز است. او رئیس شورای خانواده سلطنتی عربستان و در بازهٔ زمانی کوتاهی ولیعهد عربستان سعودی بود.

## فعالیت‌ها و مناصب
او در ریاض متولد شد و در مدرسه شاهزادگان تحصیل کرد، در آنجا خواندن و نوشتن، تاریخ، سیاست و حفظ قرآن یاد گرفت.
او در "نبرد اسیر" همراه با پدرش ملک عبدالعزیز جنگید و پس از آن در سن دوازده سالگی بود که پدرش را در محاصره جده کمک کرد.
در ۱۳۴۳ هجری قمری، به سال ۱۹۲۴، میلادی، پدرش او را به قونفودا و مدینه فرستاد و توانست آن‌ها را فتح کند. ملک عبدالعزیز در سن ۱۵ سالگی شاهزاده محمد را به امارت منطقه مدینه منصوب کرد.
در سال ۱۳۵۱ ه‍. ق، او در «نبرد یازان» که منجر به متحد شدن عربستان سعودی شد و در سال ۱۹۳۴ در جنگ عربستان سعودی و یمن جنگید.
او از فوریه ۱۹۶۴ به سمت ولایت عهدی عربستان درآمد ولی در مارس ۱۹۶۵ از ملک فیصل عذرخواهی کرده و از او خواست تا برادر کوچکترش خالد بن عبدالعزیز آل سعود جانشین وی گردد.